# 高雄展覧館

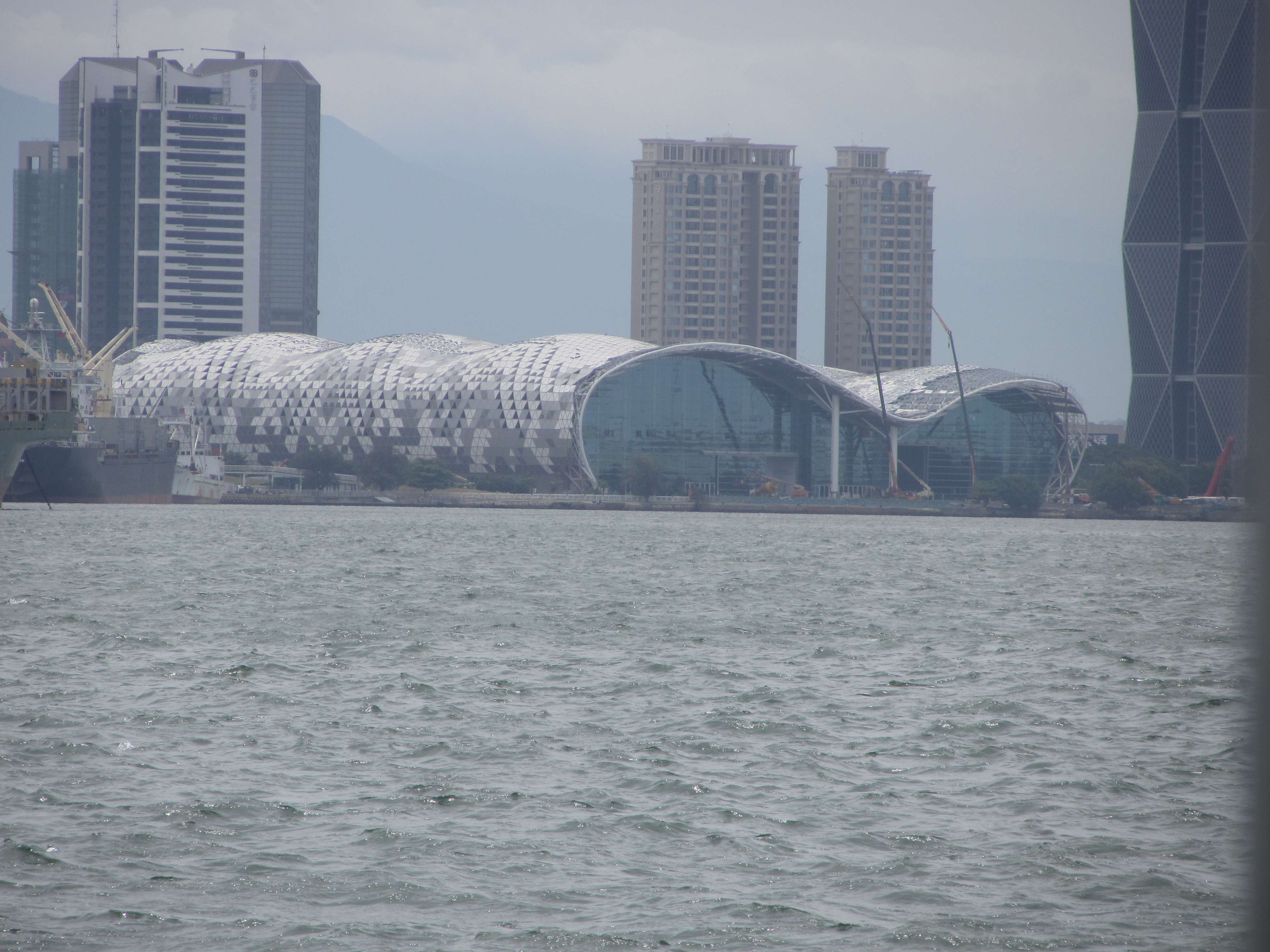
建設中の高雄展覧館

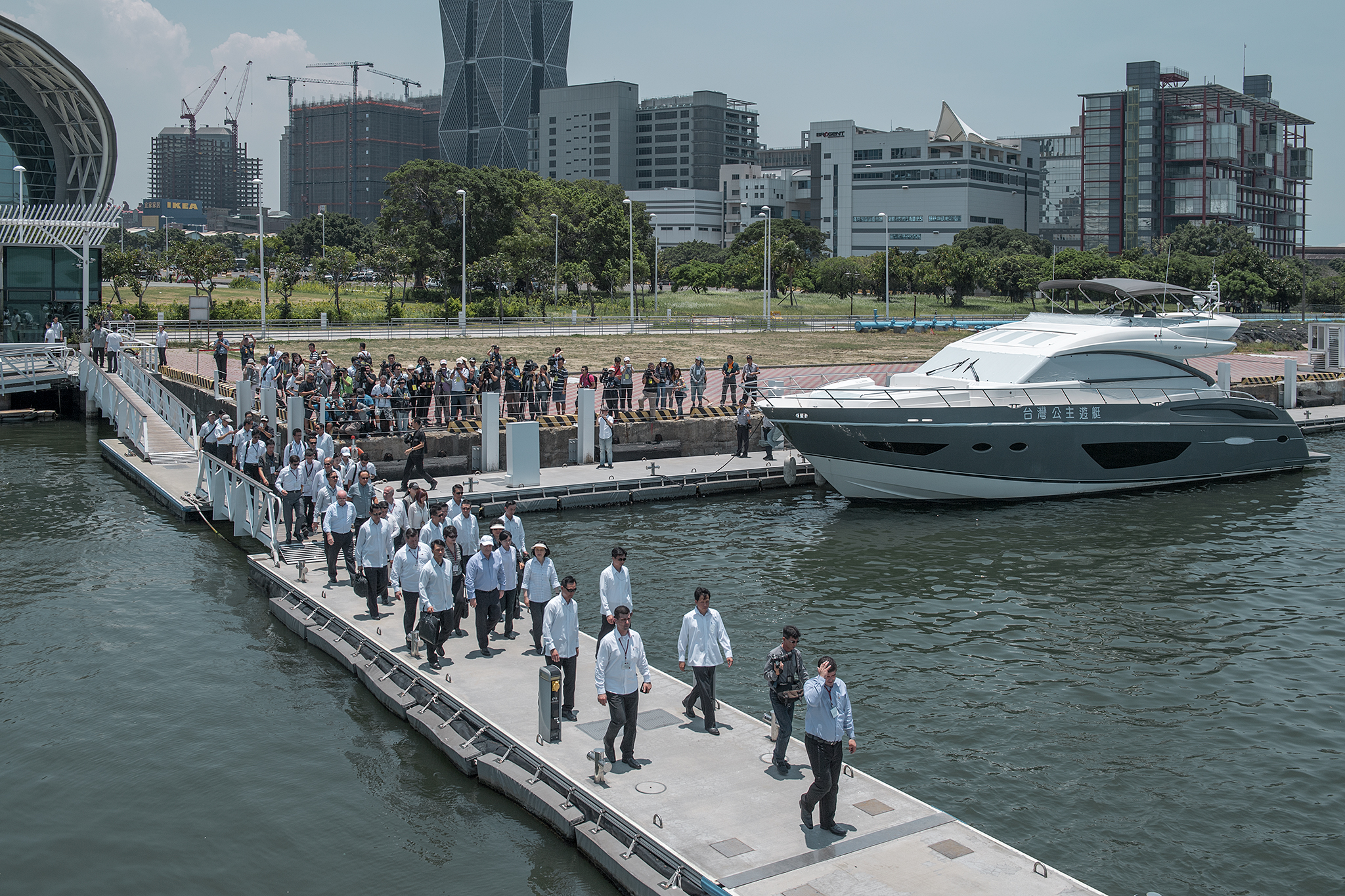
パラグアイ大統領オラシオ・カルテスとともにKECを視察し、付帯のマリーナからクルーズ船に乗り込む総統の蔡英文（2017年7月）

高雄展覧館（たかおてんらんかん、繁体字中国語: 高雄展覽館、英語: Kaohsiung Exhibition Center，KEC）、旧称「高雄世界貿易展覧会議センター、繁体字中国語: 高雄世界貿易展覽會議中心」は台湾高雄市前鎮区にある国際コンベンション・センター。

## 概要
鼓山区から鹽埕区、苓雅区、前鎮区に跨る高雄港の都市再開発エリア「高雄多功能経済貿易園区」内の経貿核心地区である「亜洲新湾区（アジア新湾区）」の4大建設事業の一角として総事業費36.8億ニュー台湾ドルを投じて開発された。
多機能経貿園区内にある台湾中油成功工場の4.5ヘクタールの敷地内にあり、屋内外合わせて1,500の標準ブースを備えているほか、2,000人収容の大規模ホールが1室、800人収容の中規模ホールが1室、400人収容の中規模ホールが2室、20-40人収容の小規模ホールが10室あり、屋外は熱線反射ガラスによるスクリーンの外観で、船舶の接岸施設「亜湾遊艇碼頭 Horizon City Marina」と屋外展示ブースがある。
2010年8月23日に中華民国経済部国際貿易局は麗明営造公司（台湾ゼネコン）、COX建築事務所（オーストラリア）、劉培森建築事務所（台湾）による設計施工で建設を決定。
台湾国内で初の事例となるスマートビルでの展示場であり、グリーンビルディングの指標7項目を満たしている。2011年10月に正式起工、2013年10月18日に完工した。2014年1月17日に竣工検査完了に伴いUniplan社台湾法人（安益集団）が設立した高雄展覧館公司へ管理主体が移転。同年4月14日に「第3回台湾ファスナーショー」開催を以って開幕を迎えた。

## 館内構成

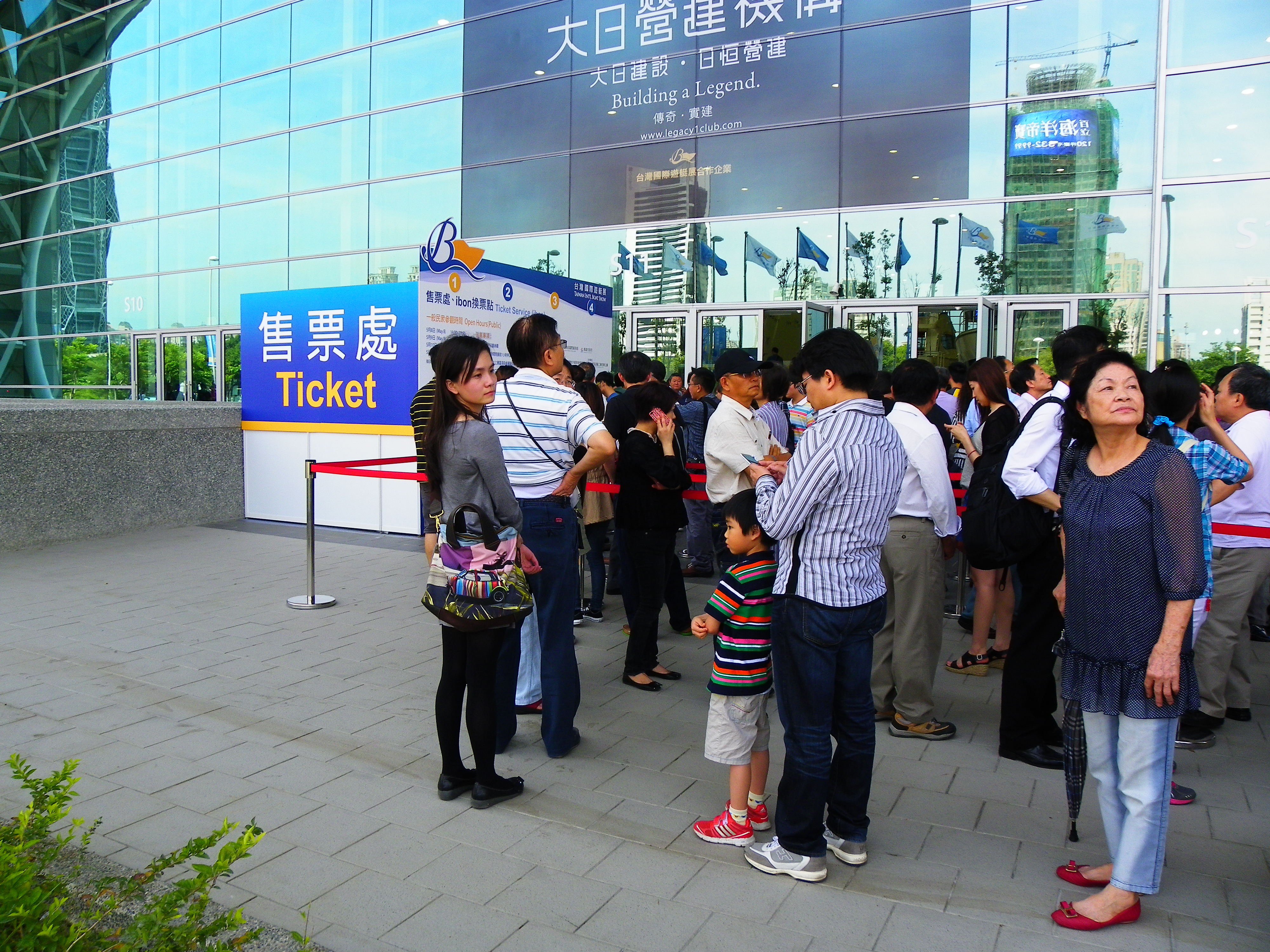
屋外チケットブース

高雄展覧館は敷地面積4.5万平方メートル、建築面積2.8万平方メートル、総床面積6.7万平方メートル、高さ36.4メートルの2階建てで、25,000人収容。
- 屋内ブース
  - 北館、南館:会議場
    - 301（大ボール）
    - 302～304（会議室）
    - 305（シービュー宴会場）
    - 中央モール街：9件の売店と8件の飲食店が入居。
- 屋外ブース：7,200平方メートルの成功広場に400の標準ブースがある。

## 開催イベント

### 定期開催
- 高雄国際海事船舶及び国防工業展（Kaohsiung International Maritime and Defense Industry Expo）
- 台湾国際ボート見本市（Taiwan International Boat Show）
- 台湾国際ファスナーショー（Taiwan International Fastener Show）
- 高雄展覧館国際旅展

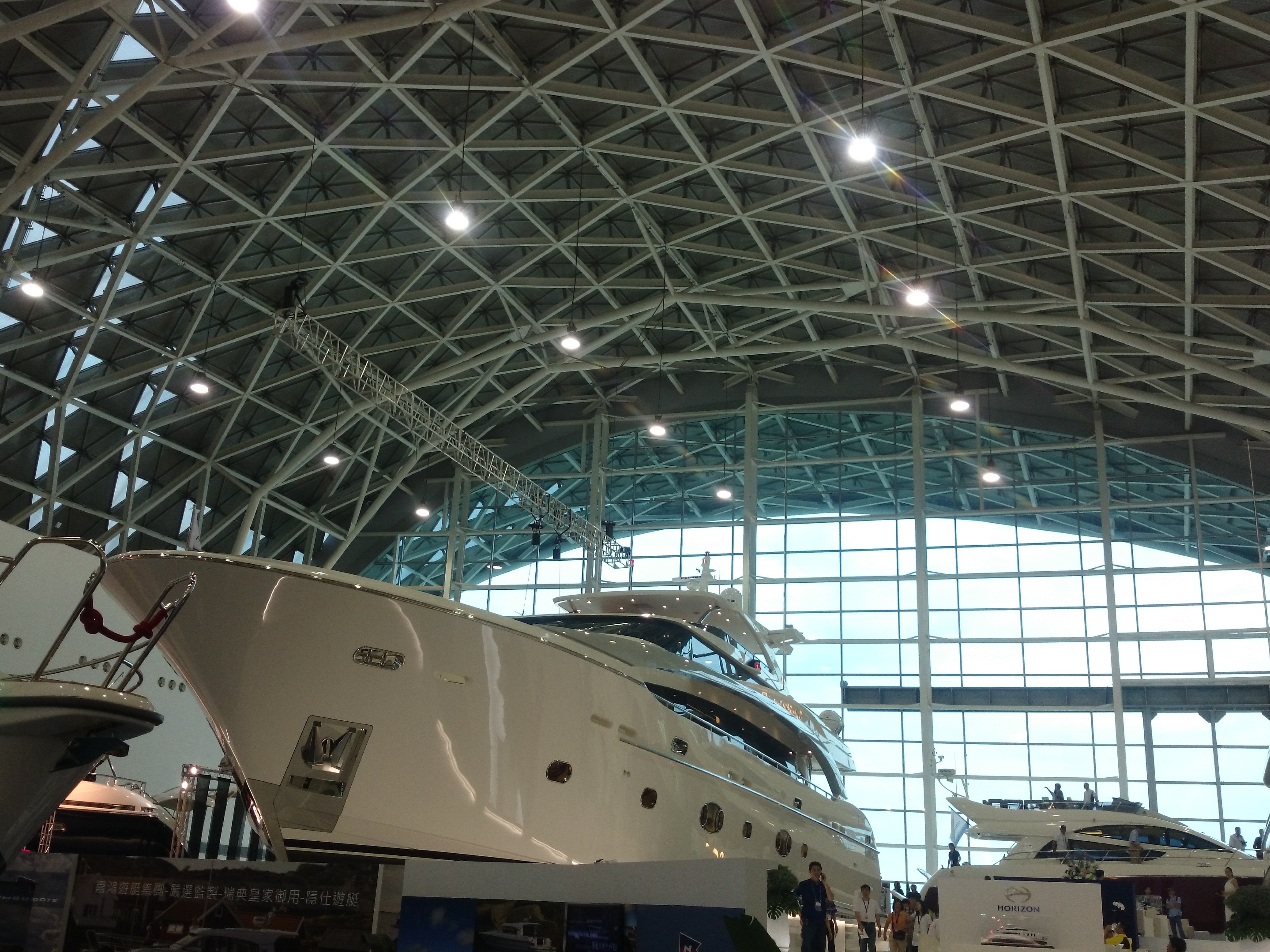
ボートショー

### 祝祭イベント
- 2017 Fireball Fest．火球祭 
  - 2017/8/26 - 27
  - 場所：北館 - N2 / 屋外展区 - W1

## 交通
- 高雄捷運
  - 高雄ライトレール：C7軟体園区駅 (徒歩300m)、C8高雄展覧館駅 (徒歩300m)
  - 紅線：R8三多商圈駅 (1、2号出口から徒歩800m)、R7獅甲駅 (4号出口から徒歩約1000m)
- 高雄市公車：環状幹線168東/168西路、紅21路

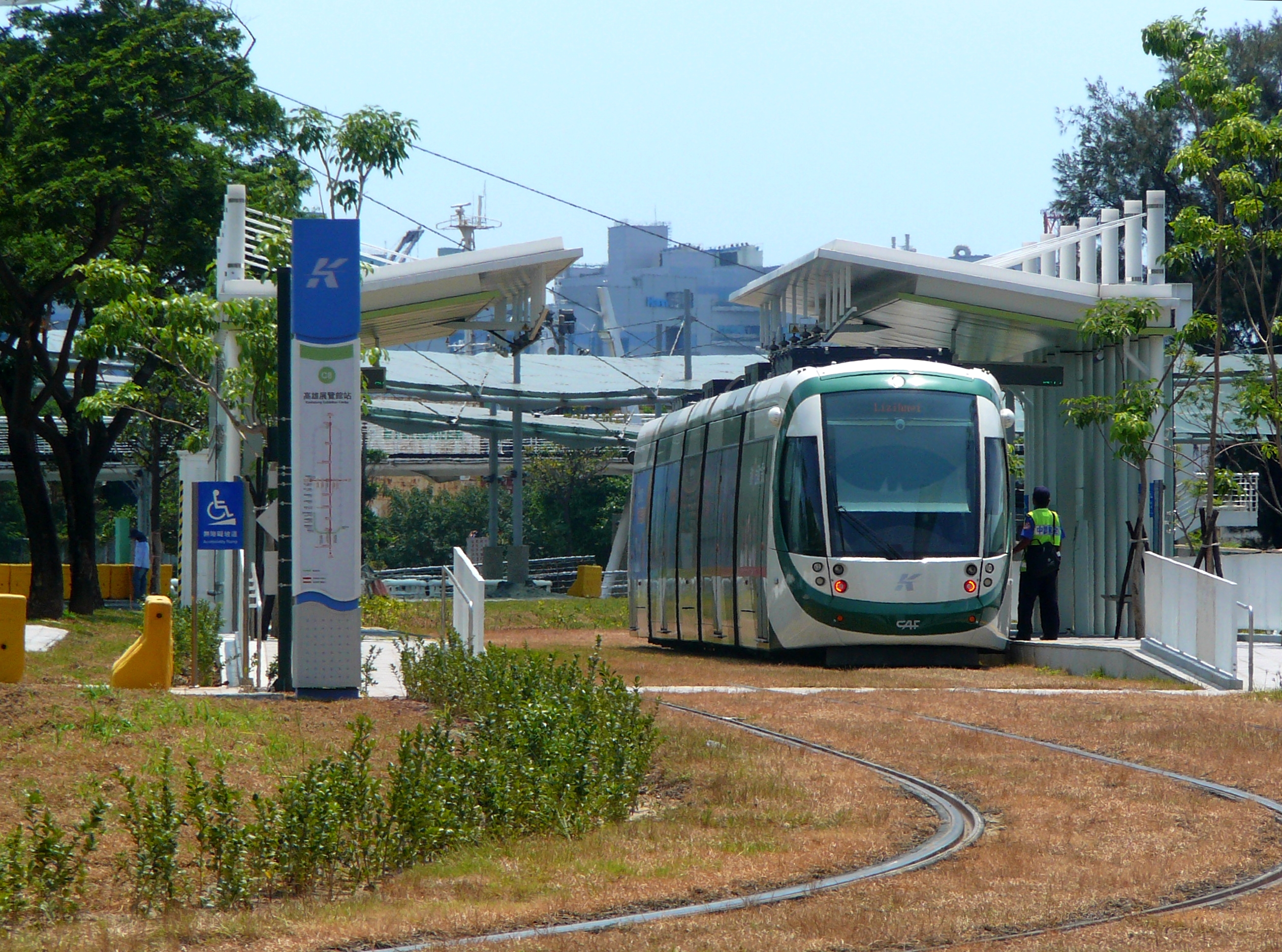
LRT高雄展覧館駅